# Oxystibiomikrolith
Oxystibiomikrolith ist ein sehr seltenes Mineral aus der Mineralklasse der Oxide und Hydroxide. Es kristallisiert im kubischen Kristallsystem mit der Zusammensetzung (Sb3+,Ca)2Ta2O6O, ist also ein Antimon-Tantalat mit zusätzlichen Sauerstoffionen.
Oxystibiomikrolith findet sich in Form von äußerst feinkörnigen Aggregaten (≤ 0,1 mm), die in einem Granitpegmatit ein Verdrängungsprodukt primär gebildeter Minerale wie Stibiotantalit und gediegen Antimon bilden.
Seine Typlokalität ist der seit 1933 in Abbau stehende, 15 km nordwestlich von Skellefteå in der gleichnamigen Gemeinde Skellefteå innerhalb der schwedischen Provinz Västerbottens län sowie der historischen Provinz Västerbotten liegende Pegmatit des LCT-(Lithium-Cäsium-Tantal)-Typs „Varuträsk“ (Koordinaten des Pegmatits Varuträsk).

## Etymologie und Geschichte
Der Terminus Stibiomikrolith wurde ursprünglich von Percy Dudgeon Quensel & Thelma Berggren auf ein hypothetisches Mineral angewendet, welches vermeintlich in eine Verwachsung aus Stibiotantalit, Mikrolith, gediegen Antimon und wenig Antimonit, mit Senarmontit als sekundäres Oxidationsprodukt, zerfallen ist. Von William F. Foshag wurde das Mineral 1938 im American Mineralogist vorgestellt.
Der Name wurde später auf einen Mikrolith aus Varuträsk angewendet, der offensichtlich ein Zerfallsprodukt von Stibiotantalit war. Jedoch diskreditierte Michael Fleischer 1942 dieses Mineral aufgrund des Fehlens zuverlässiger Daten zur Zusammensetzung, was von Donald David Hogarth bei der ersten „Classification and nomenclature of the pyrochlore group“ (1977) nochmals bestätigt wurde.
Im Verlauf der Untersuchung von (Nb,Ta)-haltigen Oxidmineralen aus Granitpegmatiten überprüften Lee A. Groat, Petr Černý und T. Scott Ercit die Vergesellschaftung „Stibiotantalit ← Mikrolith + Antimon“ aus Varuträsk erneut, um die kompositionellen Beziehungen der Oxidphasen zueinander mittels Elektronenstrahlmikroanalyse zu ermitteln. Ihre Untersuchungen zeigten, dass tatsächlich eine Mikrolith-Phase mit Antimongehalten in einer Höhe vorliegt, welche die Revalidierung des Stibiomikroliths unter seinem ursprünglichen Namen rechtfertigte. Die neuen Daten für das alte Mineral wurden der International Mineralogical Association (IMA) vorgelegt, die die Revalidierung als Stibiomikrolith im Jahre 1987 vornahm.
Das Typmaterial für Oxystibiomikrolith wird unter der Katalognummer 600200 (Holotyp) in der Sammlung des Naturhistoriska riksmuseet in Stockholm, Schweden, sowie im Mineralogical Museum des Department of Geological Sciences, University of Manitoba, Kanada, (Sammlungs-Nr. M6134) aufbewahrt. Das Originalmaterial Stibiomikrolith aus der Bearbeitung von Quensel & Berggren (1938) befindet sich in der Galerie Nationale de Minéralogie et de Géologie des Muséum national d’histoire naturelle in Paris, Frankreich (Katalog-Nr. 139984).
Während der Überarbeitung der Nomenklatur der „Pyrochlorgruppe“ zur neuen Pyrochlor-Obergruppe (Pyrochlor-Supergruppe) wurde entsprechend der chemischen Zusammensetzung des Stibiomikroliths festgelegt, dass dieses Mineral mit einer durch Antimon (lateinisch stibium) dominierten A-Position im Kristallgitter, durch Ta dominierten B-Position sowie durch O dominierten Y-Position mit dem neuen, nomenklaturkonformen Namen Oxystibiomikrolith (englisch Oxystibiomicrolite) zu bezeichnen ist. Die Typstufe des ehemaligen „Stibiomikroliths“ wurde zur Typstufe des neuen „Oxystibiomikroliths“.

## Klassifikation
Die aktuelle Klassifikation der International Mineralogical Association (IMA) zählt den Oxystibiomikrolith zur Pyrochlor-Obergruppe mit der allgemeinen Formel A2–mB2X6–wY1–n, in der A, B, X und Y unterschiedliche Positionen in der Struktur der Minerale der Pyrochlor-Obergruppe mit A = Na, Ca, Sr, Pb2+, Sn2+, Sb3+, Y, U, □, oder H2O; B = Ta, Nb, Ti, Sb5+ oder W; X = O, OH oder F und Y = OH−, F, O, □, H2O oder sehr große (>> 1,0 Å) einwertige Kationen wie K, Cs oder Rb repräsentieren. Zur Pyrochlor-Obergruppe gehören neben Oxystibiomikrolith noch Fluorcalciomikrolith, Fluornatromikrolith, Hydrokenomikrolith, Hydroxycalciomikrolith, Hydroxykenomikrolith, Kenoplumbomikrolith, Oxynatromikrolith, Oxystannomikrolith, Cesiokenopyrochlor, Fluorcalciopyrochlor, Fluornatropyrochlor, Hydrokenopyrochlor, Hydropyrochlor, Hydroxycalciopyrochlor, Hydroxykenopyrochlor, Hydroxymanganopyrochlor, Hydroxynatropyrochlor, Oxycalciopyrochlor, Fluorcalcioroméit, Hydroxycalcioroméit, Hydroxyferroroméit, Oxycalcioroméit, Oxyplumboroméit, Hydrokenoelsmoreit, Hydroxykenoelsmoreit, Fluornatrocoulsellit und Hydrokenoralstonit.
Oxystibiomikrolith bildet zusammen mit Fluorcalciomikrolith, Fluornatromikrolith, Hydrokenomikrolith, Hydroxycalciomikrolith, Hydroxykenomikrolith, Kenoplumbomikrolith, Oxynatromikrolith und Oxystannomikrolith innerhalb der Pyrochlor-Obergruppe die Mikrolithgruppe.
In der mittlerweile veralteten, aber teilweise noch gebräuchlichen 8. Auflage der Mineralsystematik nach Strunz gehörte der 2010 zu Oxystibiomikrolith redefinierte Stibiomikrolith in die Mineralklasse der „Oxide und Hydroxide“ und dort zur allgemeinen Abteilung der „Oxide mit Verhältnis Metall : Sauerstoff = 2 : 3 (M2O3 und verwandte Verbindungen)“, wo er zusammen mit Bariomikrolith (diskreditiert 2010), möglicherweise Hydrokenomikrolith, Bismutomikrolith (diskreditiert 2010), Fluornatromikrolith, Mikrolith, Natrobistantit, Plumbomikrolith, Stannomikrolith und Uranmikrolith die „Pyrochlor-Gruppe, Mikrolith-Untergruppe“ mit der System-Nr. IV/C.18 bildete.
Die seit 2001 gültige und von der International Mineralogical Association (IMA) verwendete 9. Auflage der Strunz’schen Mineralsystematik ordnet den Oxystibiomikrolith (ehemals Stibiomikrolith) dagegen in die Abteilung der „Oxide mit dem Stoffmengenverhältnis Metall : Sauerstoff = 1 : 2 und vergleichbare“ ein. Diese Abteilung ist allerdings weiter unterteilt nach der relativen Größe der beteiligten Kationen und der Kristallstruktur, so dass das Mineral entsprechend seiner Zusammensetzung und seinem Aufbau in der Unterabteilung „Mit großen (± mittelgroßen) Kationen; Lagen kantenverknüpfter Oktaeder“ zu finden ist, wo es zusammen mit allen Vertretern der Pyrochlor-, Mikrolith-, Betafit-, Roméit- und Elsmoreitgruppen die Pyrochlor-Übergruppe mit der System-Nr. 4.DH.15 bildet. Oxystibiomikrolith ist dabei zusammen mit Fluorcalciomikrolith, Fluornatromikrolith, Hydrokenomikrolith, Hydromikrolith, Hydroxykenomikrolith (ehemals Cesstibtantit), Kenoplumbomikrolith, Oxycalciomikrolith und Oxystannomikrolith (ehemals Stannomikrolith) in der Mikrolithgruppe zu finden.
Auch die vorwiegend im englischen Sprachraum gebräuchliche Systematik der Minerale nach Dana ordnet den Oxystibiomikrolith (ehemals Stibiomikrolith) in die Klasse der „Oxide und Hydroxide“, dort allerdings in die Abteilung der „Mehrfachen Oxide mit Nb, Ta und Ti“ ein. Hier ist er zusammen mit Mikrolith, Bariomikrolith, Fluornatromikrolith, Plumbomikrolith, Uranmikrolith, Bismutomikrolith und Stannomikrolith in der „Mikrolith-Untergruppe; Ta>Nb;(Ta+Nb)>2(Ti)“ mit der System-Nr. 08.02.02 innerhalb der Unterabteilung der „Mehrfache Oxiden mit Nb, Ta und Ti mit der Formel A2(B2O6)(O,OH,F)“ zu finden.

## Chemismus
Die Mikrosondenanalyse mit dem höchsten Sb-Gehalt, ermittelt an einem Oxystibiomikrolith aus dem Pegmatit „Varuträsk“, ergab Werte von 2,58 % Na2O; 6,78 % CaO; 52,65 % Ta2O5; 17,54 % Nb2O5; 19,24 % Sb2O5 [Summe = 98,79 %].
Auf der Basis von zwei Kationen auf der B-Position wurde die empirische Formel (Sb0,71Ca0,65Na0,45)Σ=1,81(Ta1,29Nb0,71)Σ=2,00O6O ermittelt, die zu (Sb,Ca,Na)2Ta2O6O vereinfacht wurde.
Innerhalb der Pyrochlor-Obergruppe sind theoretisch durch die vier verschiedenen zu besetzenden Positionen eine Vielzahl von Substitutionsmöglichkeiten vorhanden.
Oxystibiomikrolith ist das Sb-dominante Analogon zum Na-dominierten Oxynatromikrolith und zum Sn-dominierten Oxystannomikrolith.
Chemisch ähnlich sind Stibiotantalit, Sb(Ta,Nb)O4, eine bismuthaltige Varietät von Stibiotantalit, (Sb,Bi)(Ta,Nb)O4, und Hydroxykenomikrolith, 	(◻,Na,Sb3+)2Ta2O6(OH).

## Kristallstruktur
Oxystibiomikrolith kristallisiert im kubischen Kristallsystem in der Raumgruppe Fd3m (Raumgruppen-Nr. 227) mit dem Gitterparameter a = 10,455 Å sowie acht Formeleinheiten pro Elementarzelle.
Wie bei allen Vertretern der Pyrochlor-Obergruppe besteht die Kristallstruktur des Oxystibiomikroliths aus – in diesem Falle – Ta(O,OH)6-Oktaedern mit gemeinsamen Ecken, die Schichten aus Dreier- und Sechserringen parallel [110] bilden. In diesen Schichten finden sich Kanäle in Richtung <110>, welche die Sauerstoffatome und die auf der A-Position sitzenden Atome wie Sb und Ca aufnehmen.

## Eigenschaften

### Morphologie
Die häufigste Verdrängungstextur, die der Stibiotantalit aus Varuträsk zeigt, ist ein Boxwork aus zusammengesetzten Gängchen, die teilweise die (110)-Spaltflächen des Vorläuferminerals durchdrungen haben. Innerhalb dieser Gängchen ist Oxystibiomikrolith die dominierende Phase und korrodiert und verdrängt den Stibiotantalit. Teile der zentralen Spaltenfüllung der Gängchen bestehen aus gediegen Antimon. Oxystibiomikrolith ist feinkörnig (≤ 0,1 mm), obwohl selten auch gröberkörnige Aggregate beobachtet worden sind.

### Physikalische und chemische Eigenschaften
Die extreme feinkörnige Natur des Oxystibiomikroliths behindert die Bestimmung seiner physikalischen Eigenschaften.
Oxystibiomikrolith ist grünlichweiß bis weiß, seine Strichfarbe ist dagegen immer weiß. Der Glanz auf den Oberflächen des durchscheinenden Oxystibiomikroliths ist aufgrund der geringen Korngröße nicht erkennbar. Oxystibiomikrolith ist im reflektierten Licht grau und deutlich dunkler als Tantalit sowie insbesondere Stibiotantalit. Er weist einen sehr hohen Wert für die Lichtbrechung (gemessen: n > 1,9; berechnet für verschiedene Zusammensetzungen: 2,072 bis 2,163) auf.
Oxystibiomikrolith besitzt keine Spaltbarkeit. Aufgrund seiner Sprödigkeit bricht er aber ähnlich wie Amblygonit, wobei die Bruchflächen uneben ausgebildet sind.
Die Mohshärte des Minerals ist direkt nicht messbar. Da er aber im Anschliff weicher ist als benachbarte Stibiotantalit-Körner, muss seine Mohshärte geringer als die des Stibiotantalits (5,5) sein. Die Mohshärte von Oxystibiomikrolith ist also < 5,5. Die berechnete Dichte für Oxystibiomikrolith beträgt 5,84 bis 6,22 g/cm³.
Angaben zur Fluoreszenz im UV-Licht bzw. zur Kathodolumineszenz unter dem Elektronenstrahl für das Mineral fehlen.

## Bildung und Fundorte
Für Oxystibiomikrolith wird aufgrund der texturellen Beziehungen zu seinen Begleitmineralen sowie der geologischen und geochemischen Charakteristika des Pegmatits an seiner Typlokalität eine sekundäre Bildung angenommen, wobei sich das Mineral bei der Umsetzung von Stibiotantalit bildete.
Typische Begleitminerale des Oxystibiomikroliths an seiner Typlokalität sind Stibiotantalit, gediegen Antimon, Allemontit, Lithiophilit, Beryll, Kassiterit, Minerale aus dem System Columbit-(Mn) – Columbit-(Fe) – Tantalit-(Mn) – Tantalit-(Fe) und weitere Vertreter der Mikrolithgruppe.
Als sehr seltene Mineralbildung konnte der Oxystibiomikrolith bisher (Stand 2018) erst von zwei Fundpunkten beschrieben werden. Die Typlokalität für Oxystibiomikrolith ist der lithiumreiche Albit-Bereich des komplexen Granitpegmatits (LCT-Typ) „Varuträsk“ bei Skellefteå in der gleichnamigen Gemeinde Skellefteå, Provinz Västerbottens län sowie der historischen Provinz Västerbotten, Schweden. Ein weiteres Vorkommen ist Myoukenyama (Myokensan) bei der Stadt Hitachi-Ōta, Präfektur Ibaraki, Region Kantō, Insel Honshū, Japan.
Die Verdrängung von Stibiotantalit durch eine Mikrolith-Phase und Antimon wurde von verschiedenen Lokalitäten berichtet, jedoch in den meisten Fällen ohne chemische Daten. Zu den wenigen Fällen mit chemischen Analysen der neugebildeten Mikrolith-Phase gehören:
- „Odd-West-Pegmatit“, Bernic Lake nahe Lac du Bonnet in Manitoba (Kanada), mit der Zusammensetzung auf der A-Position (Ca0,71Sb0,46Na0,22Fe0,04Sn0,03)Σ=1,46
- Pegmatit „Alto do Giz“, Minas Gerais, Brasilien, mit der Zusammensetzung auf der A-Position (Ca0,31Sb0,14Pb0,13Mn0,07Bi0,01)Σ=0,68

In beiden Fällen dominiert aber Calcium auf der A-Position, so dass es sich nicht um Oxystibiomikrolith, sondern um Oxycalciomikrolith handelt.
Fundstellen für Oxystibiomikrolith aus Deutschland, Österreich und der Schweiz sind damit unbekannt.

## Verwendung
Oxystibiomikrolith ist aufgrund seiner Seltenheit ohne jede praktische Bedeutung.